# となりの真理ちゃん
『となりの真理ちゃん』（となりのまりちゃん）は、1973年4月5日から同年9月27日までTBS系列局で放送されていたTBS製作のバラエティ番組である。正式名称は『ミュージック・ホームドラマ となりの真理ちゃん』。放送時間は毎週木曜 19:00 - 19:30 （日本標準時）。

## 概要
真理ちゃんシリーズの番組第2弾。前番組『真理ちゃんとデイト』は天地真理と各回のゲストと人形たちによるミュージカルとトークショーを融合させたような内容だったが、本番組は前作からのミュージカル要素も交えつつも、ホームドラマ調の内容になっており、毎回ゲストが天地たちに絡むのがパターンだった。人形たちのキャラクターデザインは、引き続き石森章太郎（後の石ノ森章太郎）が担当した。

## スタッフ
- 脚本：河村シゲル　福田陽一郎　 ほか
- 音楽：宮川泰
- 美術デザイン：根本真一　ほか
- 演出補：加藤明彦
- 人形デザイン：石ノ森章太郎
- 人形演出：清水浩二
- 人形操作：人形の家
- 演出： 福田陽一郎　ほか
- プロデューサー：境和夫　工藤英博
- 企画：渡辺プロダクション　渡辺企画
- 制作協力：東通
- 制作：映像企画　TBS

## 出演者
- 天地真理
- 谷啓
- なべおさみ

## 登場人形
ヒネクレ（ヒネクレール）
声：はせさん治
体色はグレー。正確は 多少素直ではない。太い眉毛の持ち主。
左右に動く目、上下に動く太い眉が可動する。少し癖のあるナチュラルではない大阪弁を使う。演者の両手を利用するタイプの、二人で操作するタイプの人形。
バンダ
声：富田耕生
「オレはヨ～、オレはナ～」を繰り返すのが口癖の 鼻の頭がピンク色のパンダ。のんびりした性格。
演者が左手を使って口パク、演者の片手をそのまま人形の片手に利用するタイプの人形。人形の片手はダミーで動かない。
コッペ
声：大山のぶ代
黄色と黒のトラ猫。
演者が口と両手を操るタイプの人形
黒目が左右に動く。
パクロン
声：松島みのり、野村道子（第20回～、ただしオープニング主題歌の声は松島みのりのままである。）
緑一色のボア生地の身体に、薄いピンクのタラコ唇。
演者が口と両手を操るタイプの人形。
目は大きくて、円形の透明のパックの中で 黒目が自由に動く仕掛け。
谷啓からは「緑一色」と呼ばれている。
特記事項
ヒネクレとバンダは前シリーズである『真理ちゃんとデイト』からの続投。コッペとパクロンは今シリーズで新たに登場したキャラクターだが、『真理ちゃんとデイト』の最終回で卒業した、ノッペラ、ゴマスリ、オレオレ、クイクイの4体のキャラクターからのバトンタッチと、宣伝の一環として出演している。

## 主題歌
『となりの真理ちゃん』
- 作詞：福田陽一郎 / 作曲：宮川泰 / 歌：天地真理と人形たち

## 放送リスト[2]
| 回 | 放送日        | サブタイトル                     | ゲスト                                                 |
| -- | ------------- | -------------------------------- | ------------------------------------------------------ |
| 1  | 1973年 4月5日 | ねェちょっとだけよ！             | ザ・ドリフターズ                                       |
| 2  | 4月12日       | こちらバンダ！そちら誰れだ？     | 沢田研二                                               |
| 3  | 4月19日       | コッペの花売り作戦               | 小柳ルミ子                                             |
| 4  | 4月26日       | ねェケンちゃんオモチャちょうだい | 宮脇康之                                               |
| 5  | 5月3日        | ちょっとスンズレイします！       | ハナ肇、沢田研二、小松政夫                             |
| 6  | 5月10日       | あれ！俺が犯人だって？           | 小柳ルミ子、布施明                                     |
| 7  | 5月17日       | おせっかい峠に順が来た！         | 井上順                                                 |
| 8  | 5月24日       | コッペは世界チャンピョン！       | 小柳ルミ子、仲雅美                                     |
| 9  | 5月31日       | 牛乳ドロボーをさがせ！           |                                                        |
| 10 | 6月7日        | デタッ！怪物だあ                 | 岸田今日子、沢田研二                                   |
| 11 | 6月14日       | あんたも好きネ！                 | ザ・ドリフターズ、岸部四郎                             |
| 12 | 6月21日       | 変身！ウルトラマン               | ジェリー藤尾、小柳ルミ子、柳家小三治                   |
| 13 | 6月28日       | 悪い奴ほどよく食べる？！         | 玉川良一、桜井センリ                                   |
| 14 | 7月5日        | パンダの初恋！                   | 坂本九                                                 |
| 15 | 7月12日       | 夏だ！祭りだ！金魚スル！         | 布施明、藤村有弘、左とん平                             |
| 16 | 7月19日       | パパは子連れセールスマン？       | 坂上二郎                                               |
| 17 | 7月26日       | 見たぞオバケの正体               | 坂上二郎                                               |
| 18 | 8月2日        | 灯台にマムシ現わる！             | 毒蝮三太夫、水森亜土、桜井センリ                       |
| 19 | 8月9日        | 夏休み特集・真理ちゃんと歌おう   | 沢田研二                                               |
| 20 | 8月16日       | 愛スちゃってスンズレイ！         | ハナ肇、鶴間エリ                                       |
| 21 | 8月23日       | ナヌ！？なべのタッチ作戦         | 名古屋章、犬塚弘                                       |
| 22 | 8月30日       | 真理ちゃんのお見合騒動！         | 森光子（特別出演）、藤村俊二                           |
| 23 | 9月6日        | バンダョ！テッペ島が呼んでいる   | 岸田今日子、曾我廼家一二三                             |
| 24 | 9月13日       | アグネスのキントト占い           | アグネス・チャン、ジェリー藤尾、左とん平、曾我廼一二三 |
| 25 | 9月20日       | チョットだけョ！フフフ……         | 小柳ルミ子、伊東四郎、杉田かおる、曾我廼一二三         |
| 26 | 9月27日       | さよならへの出発！               | 沢田研二、井上順、玉川良一                             |

## 漫画
- 『真理ちゃんとデイト』に引き続き細井雄二によって、「小学二年生」（小学館）の1973年5月号から同年10月号まで漫画が連載された。

## CS放送
- CS放送『衛星劇場』の企画「リクエスト スペシャル」の一環として、2020年8月10日から2021年1月25日まで毎週月曜の20:30より放送された（再放送は土曜12:30）
- CS放送『ホームドラマチャンネル』の天地真理特集の一環として、2023年6月10日と6月17日に10回分がセレクション放送された。また、2023年10月2日から全26回のうち24回分が放送される予定（ゲスト出演がなかった第9・19話以外）[4]。